# ベニング・ウェントワース
ベニング・ウェントワース（英: Benning Wentworth、1696年7月24日 - 1770年10月14日）は、1741年から1766年と四半世紀にわたってニューハンプシャー植民地総督を務めたアメリカの政治家である。

## 初期の経歴
ベニング・ウェントワースは、ニューハンプシャーの副総督を務めたジョン・ウェントワースの長子であり、ニューハンプシャー最初期の開拓者であるウィリアム・ウェントワース（エルダー）からは曾孫にあたった。ウェントワースはニューハンプシャー植民地ポーツマスで生まれ、死んだ。父の影響下にこの小さな植民地にあって最も著名な政治家と商人の一家の一員となった。
1715年にハーバード・カレッジを卒業し、ポーツマスで商人となり、植民地議会では町の代議員になることが多かった。1734年10月12日に国王の評議員に指名された。

## ニューハンプシャー植民地総督
1741年、ウェントワースは一連の運命のもつれから植民地の総督になることになった。長年、父がニューハンプシャーのために独立した政府を設立することを植民地の役人に働きかけていた。当時は隣接し、またかなり大きなマサチューセッツ湾植民地の総督の監視下に入るのが常だった。マサチューセッツ湾植民地総督のジョナサン・ベルチャーはマサチューセッツの生まれで、1730年代には両植民地の総督となり、その任期中に、メリマック川の西にある所有権論争のあった地域で、マサチューセッツに有利な土地の認可状を多く発行していた。その認可については偏見があるとの主張が挙がっていた。この論争は1730年代後半、イギリス王ジョージ2世の治世に最高に達し、貿易委員会が総督職を分けることを決めた。
当時、ウェントワースは個人的な財政危機を処理するためにロンドンにいた。1733年にスペインに木材を輸出していたが、当時の難しい外交関係のために、スペインからの支払いが無かった。ウェントワースは債権者に支払うために借金する必要があり、スペインからの支払いを確保するためにロンドンでロビー活動を行っていた。外交努力は実を結ばず（1739年には、これら論争の結果としてジェンキンスの耳の戦争が始まった）、ウェントワースは破産することになった。その破産の一部として、スペインが払わなかった負債のためにイギリス政府に11,000ポンドの責務があると主張した。ロンドンの債権者達は、イギリスの政府がニューハンプシャーの総督職にウェントワースを指名するという条件で、負債の支払いを繰り延べすることに合意した。この合意はウェントワースがイギリスの政府に対する権利主張を放棄するという条件で成立した。
ウェントワースに対するニューハンプシャー植民地総督の任命書は1741年6月に発行された。その後、国王の測量監督にも指名された。1741年12月13日、ウェントワースは総督に就任した。

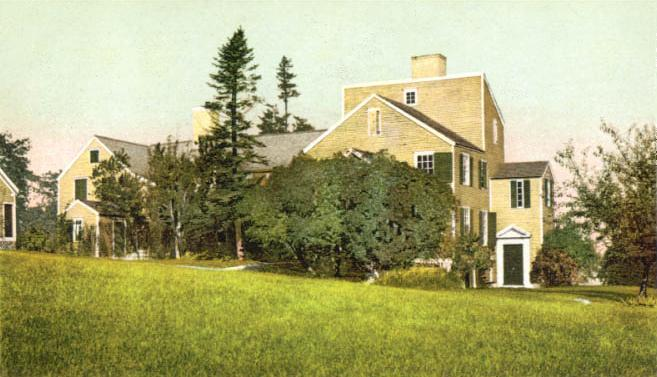
ウェントワース・クーリッジ提督

ウェントワースは王室からまだ占有されていない土地の払下げを認められ、1749年には現在のバーモント州南部となっている土地の払下げを始めた。ニューヨーク植民地によってこの地域に法的支配権を主張させる代わりに、土地開発者に土地を売ると言う賢明なやり方で、自身も裕福になった。その事業に支持を得るために当代の著名な者にちなんで町の名前を付けることが多かった。例えばラトランド市は第3代ラトランド公爵ジョン・マナーズによっていた。バーモント州のベニントン町は自分自身にちなむ命名だった。払下げ地のそれぞれには、イングランド国教会のための土地を保留させ、さらに自分自身のための区画も取っておかせた。最終的にこの進め方で、ニューヨーク、マサチューセッツ、またバーモントの開拓者の間に大きな論争を生むことになった。この論争はウェントワースが総督を辞めた後も続き、バーモントが州に昇格した1791年まで続くことになった。
ウェントワースを傲慢で利己的な者として非難する者達の中でしばしば見過ごされる事実は、彼が発行した認証（ニューハンプシャー払下げと呼ばれる）が、民主的な政府と単純不動産権による土地の所有という基礎に基づく自律的な町を設立することが目指されたことだった。ウェントワースの払下げは、例えばニューネーデルラントやニューヨークとは異なり、この意味で近代的な町を創った。この払下げは全て類似していた。町の広さは6マイル (10 km) 四方であり、約24,000エーカー (100 km2) となった。その認証は、学校、入植する牧師、教会付属地のために土地を取っておくよう求め、それ以外にゴスペルの伝道のための協会を求めていた。ニューイングランド南部の投資家集団に認証を発行し、その多くは土地に足を踏み入れることは無かった。彼らは測量士を雇って、100エーカー (400,000 m2) の土地を測り、さらに仲介人を雇ってその区画を、南の混雑した植民地を脱出し北に向かおうという個人や家族に販売させた。無謀な投機を避けるために、土地を個人で占有できない場合や、耕作に使えない場合は没収されることになった。ウェントワースの認証は、開拓者が所有する50エーカー (200,000 m2) ごとに、5年の内に5エーカー (20,000 m2) を耕作することを求めていた。耕作した証拠は、最初の10年間、毎年1回クリスマス（レディティ）にポーツマスでインディアンコーンの穂先1つを出すことだった。その後、経済が上向いて行き、硬貨が通用するようになると、借りている100エーカーごとに1シリングの「税」が永久のものになった。50家族が入植すると、町はマーケットを持ち、年2回の祭りを開催できた。それと同じくらい重要で見逃されている事実は、ウェントワースの認証が町政府の結成を奨励したことであり、毎年3月の第1火曜日にはタウンミーティングが開催された。このタウンミーティングの慣習は今日まで続いている。
ウェントワースが各町の隅の区画500エーカー (2.0 km2) を保留したのは事実であり、地図の上では「B・W」と記されたが、ウェントワースが一個人としてまた王室の代表としてそうしたのかは現在も明らかでない。
ウェントワースはウェントワース砦の建設を命令し、1755年にノーサンバーランドに建設させ、自分の名前を付けた。ウェントワースは親戚に政府の要職を与え、さらに広大な土地を払下げもした。実業家や住民は次第にウェントワース政権の腐敗、税、管理の誤りと王室林の木材の利益を無視したことに不満を抱くようになり、1767年にはその辞任を強要した。その後、ウェントワースはダートマス大学が校舎を建設するために500エーカーの土地を寄付した。甥のジョン・ウェントワースが総督の地位を継いだ。
ニューヨーク植民地が同じ地域の土地に対する所有権を争ったその論争を理解するためには、ウェントワースの認証が単純不動産権による土地の所有を提供したことを覚えておく必要がある。ニューヨークが依然として擬似封建制（おそらくオランダの庇護体系が伝えられた）で運営していたが、政治的に好みの者に広大な土地を与え、その者は学校を必要ともせず、開拓者による自治政府も認めもしなかった。その結果、ニューハンプシャーの土地権利証が有効と考えた自営農は一夜のうちに小作農となった。ニューハンプシャー払下げ地で128の町が耕作を行うようになるのを待って、ニューヨーク植民地が入って来てチャールズ2世からその弟であるヨーク公（後のジェームズ2世）に与えた、定義もお粗末な100年前の払下げ状の効力の上に土地の権利を主張し、その払下げ認可がウェントワースの認可の上に来るものであるとして、土地所有者に法外な値段で土地の権利証を購入するよう要求した。それに続いて大騒動が起こり、王室が1764年に認可について猶予期間を設け、ウェントワースが認可を止めた時であっても、ニューヨーク植民地はその動きを続けたので、住民、中でもイーサン・アレンの反感と激怒を買うことになった。

## ウェントワースの一族

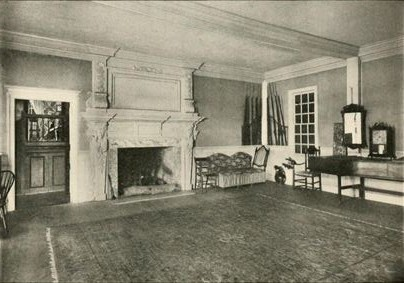
ウェントワース邸宅にある評議員室。ウェントワースが評議員会を宰領した。中央左に見える暖炉の前で2番目の妻と結婚した

ウェントワースは1719年にボストンでアビゲイル・ラックと結婚した。この夫妻には3人の子供が生まれ成人したが、誰も結婚せず、また父より先に死んだ。アビゲイルは1755年11月8日に死んだ。
1760年、ウェントワースは64歳の時にかなり若い家政婦マーサ・ヒルトンと再婚した。マーサは一家の中で成長し、先妻が死んだときに家政婦になっていた。この結婚は当時としてはかなりのスキャンダルだった。詩人のヘンリー・ワズワース・ロングフェローは、マーサ・ウェントワースについて『レディ・ウェントワース』を書いた。ウェントワースが死んだときにマーサがその莫大な遺産の唯一の相続者だった。